# Pojezierza Południowobałtyckie
Pojezierza Południowobałtyckie (314-316) – pojezierza w północnej Polsce; rozciągają się od Pobrzeży Południowobałtyckich na północy po Niziny Środkowopolskie na południu, od Odry na zachodzie po Pasłękę na wschodzie; obejmują obszary ostatniego zlodowacenia; krajobraz młodoglacjalny.